# 西爾芙

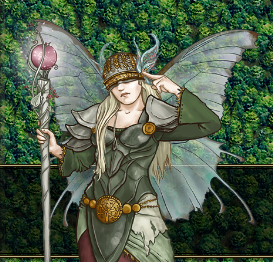
電子遊戲韋諾之戰的一名西爾芙

西爾芙（sylph或sylphid，另有譯為風精靈、氣精靈者）是一種西方傳統傳說的神祕生物。西爾芙這個名字源自於中世紀歐洲煉金術士帕拉塞爾斯的著作，用來表示空氣這種不可見的存在，也就是他的元素論中的風元素精靈。雖然西爾芙和其他三個精靈（水、地、火）一樣同屬元素精靈，不過西爾芙並不像他們那樣那麼常被提起。

## 概述
在帕拉塞爾斯的理論中，西爾芙是風的精靈，據說微風就是精靈的低語。凡是心靈純潔的人最終都會變為西爾芙。原本西爾芙有男性亦有女性，不過隨著時間的推演漸漸的認為西爾芙是身材苗條的年輕少女。

## 鍊金術與文學中的西爾芙
西方煉金術受帕拉塞爾斯影響極深。因此鍊金術師和其他類似的團體，例如玫瑰十字會，會在他們的神祕學（Hermeticism）著作中使用西爾芙一詞。
西方第一次關於西爾芙的主流討論由亞歷山大·蒲柏提出。在他的著作《秀髮劫》（The Rape of the Lock）中，當蒲柏解釋西爾芙的概念時，他也諷刺了法國玫瑰十字會和眾多煉金術著作。在那個充斥模仿英雄詩和「黑暗」與「神秘」的偽科學文學（特別是那時（18世紀）英國與法國有時艱澀難懂的古典英雄詩）的時代中，蒲柏假裝自己要創造一門新鍊金術。在其中，西爾芙乃是經由神秘的化學方法濃縮易怒女人的體液製造而成的。在蒲柏的詩裡，心中充滿憤怒和虛榮心的女人在死後會轉變為西爾芙，其原因乃是由於他們的靈魂有太多的黑暗、憂鬱而不能抵達天堂。在他的英雄詩中，一小群追隨著女英雄貝琳達（Belinda）的西爾芙助長了她的虛榮心，並守護著她的美貌。這篇文章以偽科學手法模仿了帕拉塞爾斯的鍊金術著作，以荒謬的文章解釋為什麼自負的女人總是待在梳妝室。在一本模仿約翰·彌爾頓的《失樂園》的短篇著作中，當詩裡的貝倫（Baron）試圖剪斷貝琳達的頭髮時，西爾芙們把自己的空氣身體插入剪刀刀鋒之間（不過，一點用也沒有）。在《秀髮劫》中，西爾芙們的首領「愛麗兒」（Ariel）和莎士比亞的暴風雨一劇中普羅斯佩羅（Prospero）的僕人同名。

## 西爾芙一詞的用法變化
因為芭蕾舞劇仙女（La Sylphide）中，西爾芙被誤認為仙女，同時又和其他空氣精靈搞混了（例如莎士比亞的仲夏夜之夢）。在歐洲，苗條的女性也可以被稱為西爾芙。
西爾芙一詞現今在英語中已可指空氣的次要精靈、元素精靈或小仙子。奇幻作家們偶爾也會在他們的著作裡提到西爾芙。他們可以用他們的空氣翅膀在空中製造大而美的雲群。